# Spirostreptus atoporus
Spirostreptus atoporus är en mångfotingart som beskrevs av Chamberlin 1923. Spirostreptus atoporus ingår i släktet Spirostreptus och familjen Spirostreptidae. Inga underarter finns listade i Catalogue of Life.